# 大臼齿
大臼齿（英語：molar）又称磨牙、简称臼齿，俗称槽牙、後槽牙、撞牙（客語）、大牙（吴语），是哺乳动物口腔後方兩側的牙齿，用於破碎和研磨食物，其咀嚼面具齒尖，中部下凹，因形狀和功能猶如加工糧食的臼而得名。包括人類在內的有胎盘类哺乳動物上下颌两侧通常各有3顆臼齿，有袋類上下頜兩側各有4顆，原始哺乳动物的臼齿数目各异。
臼齿屬於終生不替换的一出齿（僅萌出一次的牙齒），在長期使用中會逐漸磨損，可藉此判定生物个体或其遗骸的年龄。

## 人类臼齿

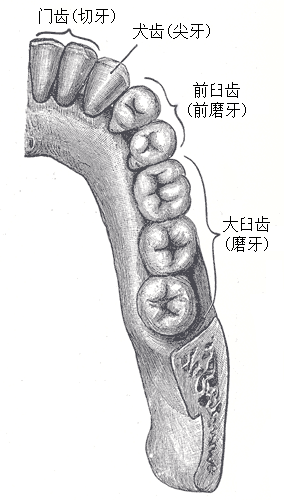
人类右下牙弓俯视图

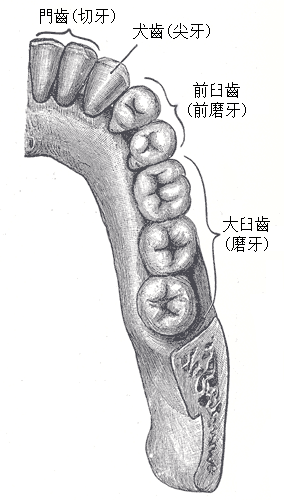
人類右下牙弓俯視圖

人類的臼齒在乳牙階段不萌出，自恆牙階段萌出後終生不換。通常情況下，人類共有12颗臼齿，上下颌兩側各3颗，位於前臼齒之後，依次称作第一大臼齿（多在5–7岁萌出）、第二大臼齿（多在10–14岁萌出）和第三大臼齿（即智齿，多在17–25岁萌出），其中智齒常常萌发不全，甚至完全不萌出。

## 動物臼齒

### 臼齿类型
哺乳动物的臼齿按其形態可以分很多类：
- 高冠齿（hypsodont）: 齿冠高度大于齿根高度者，多见于需要咀嚼坚硬食物的动物，例如马。
- 低冠齿（brachyodont）齿冠高度低于齿根高度者。
- 三尖齿（tribosphenic）: 见于一些食虫动物和鸭嘴兽幼体（成体没有牙齿）。上臼齿有三个尖，下臼齿有两个尖以及位于侧面的第三个尖。
- 方形齿 （quadrate）: 见于人类等。臼齿上有呈长方形排列的四个尖或五个尖。
- 丘状齿（bunodont）: 臼齿上的尖圆滑呈丘状，整个臼齿上有珐琅质覆盖。见于一些雜食性動物，如猪、熊和人类等。
- 横堤齿（lophodont）: 表面有与颌骨走向垂直的嵴。
- 半月齿（selenodont）: 表面有半月形的嵴。
- 斜纹齿（loxodont）：表面有斜向的嵴。非洲象属的拉丁学名“Loxodonta”（意為“菱形”）即源於此。

### 三尖理论
一般而言，植食性动物因为要咀嚼大量纤维性食品，臼齿（以及前臼齒）比较发达，肉食性動物的臼齿则不发达，如成年猫一共只有4颗臼齿。
1907年，美国古生物學家亨利·費爾費爾德·奧斯本以原始有胎盘类的臼齿为原型，提出了哺乳动物臼齿（特别是脊齿型的植食性动物）的三尖解剖命名方式，目前仍被广泛采用。在上臼齿中，三尖是位于舌面的原尖（protocone）和位于唇面的前尖（paracone）及後尖（metacone）；原尖和前尖之间的小突起称为前小尖（paraconule），原尖和後尖之间的小突起称为後小尖（metaconule）。下臼齿的三个尖与上臼齿的三尖方位相反，以便咀嚼；下原尖（protoconid）位于唇面，下前尖（paraconid）和下后尖（metaconid）位于舌面。此三尖以外又有延伸的较低部分，称为下跟座（talonid），上有二尖，即下次尖（hypoconid，外面）和下内尖（endoconid，内面）。

## 延伸閱讀
- 齒式
- 頰齒（英语：Cheek teeth）
- 多出齒（英语：Polyphyodont）

## 外部連結
- Paleos 網站上的臼齒形態學和術語學概述 （页面存档备份，存于）（英文）